# 岡本頼春
岡本 頼春（おかもと よりはる、永正7年（1510年） - 天文19年4月14日（1550年4月30日））は、戦国時代の武将。肥後相良氏の家臣。官位は相模守。

## 生涯
永正7年（1510年）、肥後相良氏の一族・上村長国の子として生まれた。肥後岡本の地頭に任じられたことから岡本姓を名乗った。
ところが、相良氏17代当主晴広の実父で妹婿にあたる上村頼興が、頼春の暗殺を企てる。頼興から相談ありとして、自らの城である上村城へ来訪するよう求められるが、家臣の上田杢之丞は頼興の芳しくない評判を語った上、「昨晩は夢見が悪く、また本日が返報日である」からと行かないよう諌めた。しかし頼春は、「返報日であるならば頼興が自分を害せば上村の家の命運も長くは続くまい」と聞き入れず、天文19年（1550年）4月14日に上村城へと上がったが、頼興の命により玄関口に潜んでいた峯山讃岐と栗幡六郎左衛門の両名により殺害された。享年41。法名は、雲庭清栄。
頼春死後の弘治2年（1556年）、相良氏18代義陽は頼春を弔うべく、岡本の大吹山に社壇を立て正八幡として崇めた。また、頼春には男子2人と女子1人があったが、頼春殺害時は全員が幼少であったことからその命は助けられた。長男の東頼兼は相良氏に仕え朴河内城主を経て岡本地頭になり、次男の東藤左衛門も相良氏に仕えたが、永禄10年（1567年）の大口城での戦いで討ち死にしている。

## 系譜
子女は2男1女
- 父：上村長国
- 母：不詳
- 妻：不詳
  - 長男：東頼兼
  - 次男：東藤左衛門
  - 女子